# 八馬汽船
八馬汽船株式会社（はちうまきせん）は、日本の海運会社。

## 沿革
- 1861年 - 初代八馬兼介が米穀小売商を開業。
- 1878年 - 帆船西尾丸を購入、兵庫県西宮で海運業を創業。
- 1890年 - 汽船メリター号（初代多聞丸）を購入。
- 1909年 - 揚武を42,000ウォンで落札し「勝立丸」とする。
- 1925年 - 株式会社組織に改組し、「八馬汽船株式会社」が設立される。
- 1964年 - 日本郵船グループに参加。

## 事業所
- 本社事務所 - 兵庫県神戸市中央区京町74番地 京町74番ビル7階
- 東京事務所 - 東京都千代田区神田小川町1丁目1丁目3番地1 NBF小川町ビルディング2F